# NGC 5091
NGC 5091 este o galaxie spirală situată în constelația Centaurul. A fost descoperită în 3 iunie 1834 de către John Herschel. Se află la o distanță de 60,41 de megaparseci de Pământ.